# Phylloscopus magnirostris
A Phylloscopus magnirostris a verébalakúak (Passeriformes) rendjébe, ezen belül a füzikefélék (Phylloscopidae) családjába és a Phylloscopus nembe tartozó faj. Korábban a Phylloscopus tenellipes alfajának tekintették. 12-13 centiméter hosszú. Költési területe a Hindukustól a Himaláján keresztül közép-Kína hegyvidékéig terjed, télire Dél-Ázsiába vonul. Az erdős, bokros területeket kedveli. Többnyire rovarokkal táplálkozik. Májustól szeptemberig költ.

## Fordítás
- Ez a szócikk részben vagy egészben  a   Large-billed leaf warbler című angol Wikipédia-szócikk fordításán alapul.  Az eredeti cikk szerkesztőit annak laptörténete sorolja fel. Ez a jelzés csupán a megfogalmazás eredetét és a szerzői jogokat jelzi, nem szolgál a cikkben szereplő információk forrásmegjelöléseként.